# Assunta Legnante

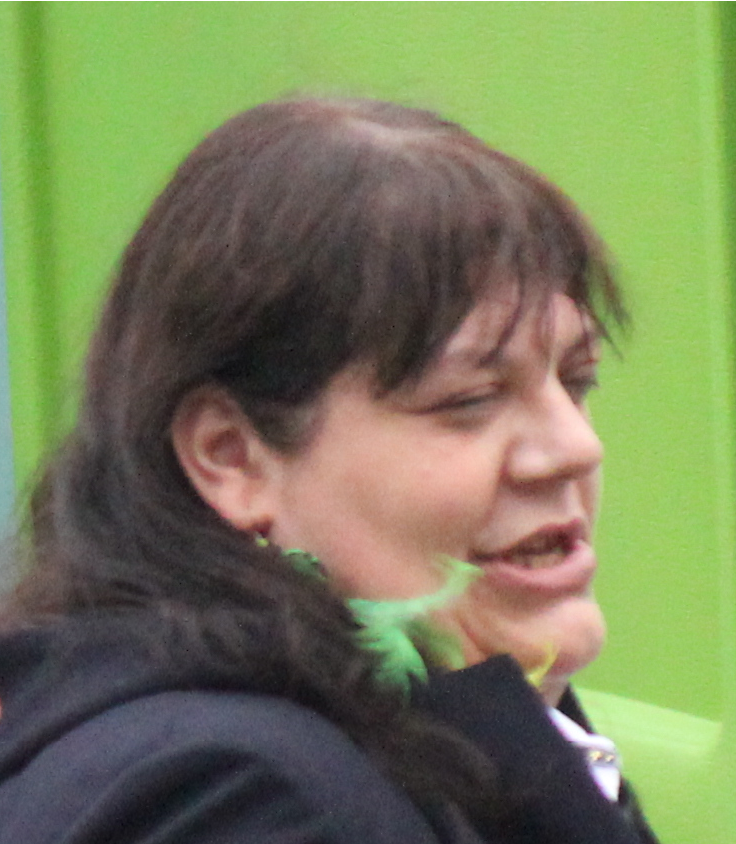
Assunta Legnante (2016)

Assunta Legnante (* 14. Mai 1978 in Neapel) ist eine italienische Leichtathletin, die bei einer Körpergröße von 1,87 m ein Wettkampfgewicht von 115 kg hat.

## Karriere
Legnante gewann im Kugelstoßen Bronze bei den Junioreneuropameisterschaften 1997 und den U23-Europameisterschaften 1999. Im Jahr 2000 wurde sie des Dopings überführt und von der IAAF verwarnt.
2002 war sie bei den Halleneuropameisterschaften Zweite mit 18,60 m. Im Freien wurde sie 2002 Achte bei den Europameisterschaften. Bei den Weltmeisterschaften 2003 wurde Legnante erneut Achte.
2006 stellte sie einen italienischen Rekord mit 19,04 m auf. Bei den Europameisterschaften 2006 wurde sie mit 18,83 m Fünfte. Mit 18,92 m gewann Legnante Gold bei den Halleneuropameisterschaften 2007 in Birmingham. Bei den Olympischen Spielen 2008 in Peking erreichte sie nicht das Finale.
Assunta wurde mit angeborenem grünem Star zur Welt. Ende 2011 erblindete sie nahezu vollständig und konzentrierte sich fortan auf die neue Herausforderung Paralympics.
Sie nahm an den Paralympischen Spielen 2012 in London teil und gewann im Kugelstoßen in der Kategorie F11/12 mit einem neuen Weltrekord über 16,74 m die Goldmedaille. Bei den Paralympischen Spielen 2016 von Rio de Janeiro konnte sie ihren Titel im Kugelstoßen der Kategorie F11/12 mit der Weite von 15,74 m verteidigen. Im Diskuswurf wurde sie mit der Weite von 31,51 m Vierte. Bei den Paralympischen Spielen 2021 in Tokio holte sie mit 14,62 m die Silbermedaille. Mit dem Diskus gewann sie mit einer Weite von 40,25 m ebenfalls Silber. Bei den Paralympischen Spielen 2024 in Paris holte sie mit 14,54 m die Goldmedaille. Mit dem Diskus gewann sie mit einer Weite von 38,01 m erneut Silber.

## Persönliche Bestleistungen
- Kugelstoßen: 19,04 m
- Speerwurf: 50,93 m